# Svetozar Stojanović

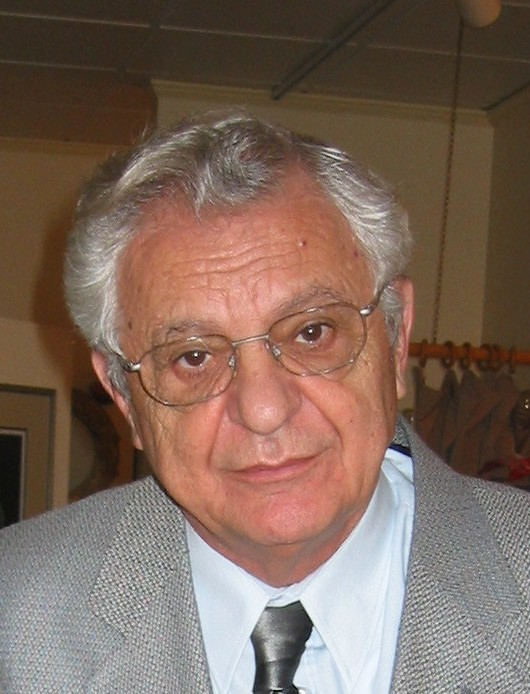
Svetozar Stojanović

Svetozar Stojanović (serbisch-kyrillisch Светозар Стојановић; * 1931 in Kragujevac; † 7. Mai 2010 in Belgrad) war ein jugoslawischer bzw. serbischer Philosoph.
Er studierte Philosophie an der Universität Belgrad, wo er 1962 promovierte. Er wurde Mitglied der Praxis-Gruppe und Professor für Philosophie an der Universität Belgrad, von der er und sieben weitere Dozenten 1975 aus politischen Gründen entfernt wurden. Ab 1981 war er Mitarbeiter des Institut za filozofiju i društvenu teoriju (Institut für Philosophie und Gesellschaftstheorie) in Belgrad. 1992/93 war er Berater des Präsidenten der Bundesrepublik Jugoslawien Dobrica Ćosić. Er war ein Gegner von Slobodan Milošević und wurde nach dessen Sturz von Vojislav Koštunica zum Mitglied der Komisije za istinu i pomirenje (Kommission für Wahrheit und Versöhnung) ernannt, die jedoch bald wieder aufgelöst wurde.

## Werke
- Savremena meta-etika (Zeitgenössische Metaethik), 1964
- Izmedju ideala i stvarnosti, 1969; deutsche Übersetzung: Kritik und Zukunft des Sozialismus, 1970; 1972 (ISBN 3-436-01520-2)
- Istorija i partijska svest; deutsche Übersetzung: Geschichte und Parteibewusstsein : auf der Suche nach Demokratie im Sozialismus, 1978 (ISBN 3-446-12620-1)
- Perestroika. From Marxism and Bolshevism to Gorbachev, 1988 (ISBN 0-87975-488-5)
- Propast komunizma i razbijanja Jugoslavije; englische Übersetzung: The fall of Yugoslavia. Why communism failed, 1997 (ISBN 1-573-92146-7)
- Serbia. The democratic revolution, 2003 (ISBN 1-591-02052-2)